# Emoji Filmul. Aventura zâmbăreților 3D
Emoji Filmul. Aventura zâmbăreților 3D (titlu original: The Emoji Movie) este un film de animație din anul 2017 bazat pe emoji, produs de Columbia Pictures și Sony Pictures Animation și distribuit de Sony Pictures Releasing. Din distribuție fac parte T.J. Miller, James Corden, Anna Faris, Maya Rudolph, Steven Wright, Jennifer Coolidge, Christina Aguilera, Sofía Vergara, Sean Hayes și Patrick Stewart.
În limba română vocea personajului principal Gene este asigurată de artistul pop Liviu Teodorescu.

## Distribuție
- Sofía Vergara - Flamenca
- Anna Faris - Jailbreak
- Christina Aguilera - Akiko Glitter
- Jennifer Coolidge - Mary Meh
- Jake T. Austin - Alex
- Patrick Stewart - Poop
- Liam Aiken - Ronnie Ram Tech
- Maya Rudolph - Smiler
- T.J. Miller - Gene
- Conrad Vernon - Trojan Horse
- James Corden - Hi-5
- Sean Hayes - Devil
- Jeffrey Ross - Internet Troll
- Rob Riggle - Ice Cream